# Самур-Яламинский национальный парк
Самур-Ялама (азерб. Samur-Yalama Milli Parkı) — один из 10 национальных парков республики Азербайджан. Указ о его создании президент Азербайджана подписал 5 ноября 2012 года.

## География
Занимает площадь 11 772,45 га (117,7245 км²). Непосредственно к северу от парка, на другом берегу реки Самур расположен Самурский государственный природный заказник России площадью 11 200 га (112 км²), большая часть которого была преобразована в национальный парк в 2019 г. Оба парка, таким образом, дополняют друг друга: их целью является сохранения ценнейшей субтропической экосистемы в дельте реки Самур, известной как Самурский лес. Это единственное место республики, где леса выходят прямо к морю. Ежегодное количество осадков на его территории варьирует от 300 мм на побережье моря (15 м ниже уровня моря) до 450 и выше (на высоте около 65 м выше у. м.). Территорию включает в свой состав Хачмазский район республики, регион Губа-Хачмаз. Крупнейшее поселение в р-не парка, состоящее из нескольких хуторов, носит название Ялама. Неподалёку расположены и одни из самых известных курортов Азербайджана: посёлки Мухтадир (Истису), Набрань .

## Природа
Преобладающие виды дуб длинноножковый, дуб каштанолистный, робиния ложноакациевая, кавказский граб, ольха, тополь. Много болот и заток, в которых нерестятся ценные породы рыб, в том числе каспийская форель. B парке имеются и другие ландшафты: приморские пляжи, кустарники, сады, поля, пастбища, луга, а также степи и полупустыни. В парке поводятся различные научно-исследовательские работы, например, по изучению инфузорий. В почвенном составе преобладают песок, глины, а также их смесь. Территория парка подвержена сильному антропогенному воздействию вследствие расположения в зоне активной сельскохозяйственной деятельности и быстрорастущего населения республики.